# Ciencia central

Propuesta de Alexadru T. Balaban y Douglas J. Klein sobre un ordenamiento parcial de ciencias.

La química a veces se define como una ciencia central a causa de su rol de conexión y articulación  entre las ciencias físicas, de las cuales forma parte, junto con las ciencias de la vida, y algunas ciencias aplicadas como ser medicina e ingeniería.
Esta denominación se volvió popular gracias al libro de Theodore Lawrence Brown y Harold Eugene LeMay titulado Chemistry: The Central Science, y publicado en 1977.
El rol central de la química puede comprenderse al analizar la clasificación sistemática y jerárquica de las ciencias, realizada por Auguste Comte, (matemática → astronomía → física → química → fisiología y medicina → ciencias sociales). Más recientemente, Balaban y Klein propusieron un diagrama que muestra un ordenamiento parcial de las ciencias, en donde la química es la ciencia central.